# Massimo Bonini
Massimo Bonini (San Marino, 1959. október 13. –) válogatott San Marinó-i labdarúgó, védekező középpályás.

## Pályafutása

### Klubcsapatokban
Bonini labdarúgó-pályafutását a San Marinó-i Juvenes/Dogana utánpótlásában kezdte, majd felnőttként az olasz Bellaria Igea csapatához szerződött 1977-ben. 1979 és 1981 között az olasz másodosztályú Cesena csapatában futballozott, majd leigazolta őt az élvonalbeli Juventus; a torinói csapatban 1981 és 1988 között szézkilencvenkét bajnoki mérkőzésen lépett pályára, háromszor nyert olasz bajnoki címet és egyszer olasz kupát. A klubbal az 1983–84-es szezonban KEK-győzelmet ünnepelt (a Porto csapatát legyőzve a döntőbe), a következő idényben pedig a Juventussal megnyerte a Bajnokcsapatok Európa-kupáját, az UEFA-szuperkupát (mindkettőt a Liverpool ellen), valamint az Interkontinentális kupát is (az Argentinos Juniors csapatával szemben). Bonini 1988-ban a Bologna csapatához szerződött, és a klubtól vonult vissza 1992-ben.

### A válogatottban
Bonini pályára lépett az 1982-es U21-es labdarúgó-Európa-bajnokságon negyeddöntős olasz U21-es labdarúgó-válogatottban. A San Marinói felnőtt válogatottban 1990 és 1995 között tizenkilenc mérkőzésen lépett pályára. 1996 és 1998 között a válogatott szövetségi kapitánya volt.

## Sikerei, díjai
- Juventus
  - Olasz bajnok (3): 1981–82, 1983–84, 1985–86
  - Olasz kupa: 1982–83
  - Bajnokcsapatok Európa-kupája: 1984–85
  - Kupagyőztesek Európa-kupája: 1983–84
  - UEFA-szuperkupa: 1984
  - Interkontinentális kupa: 1985